# Клан Несбітт

Нашоломник клану Несбітт.

Герб вождів клану Несбітт.

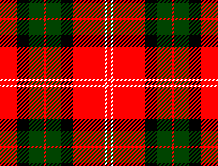
Тартан клану Несбітт.

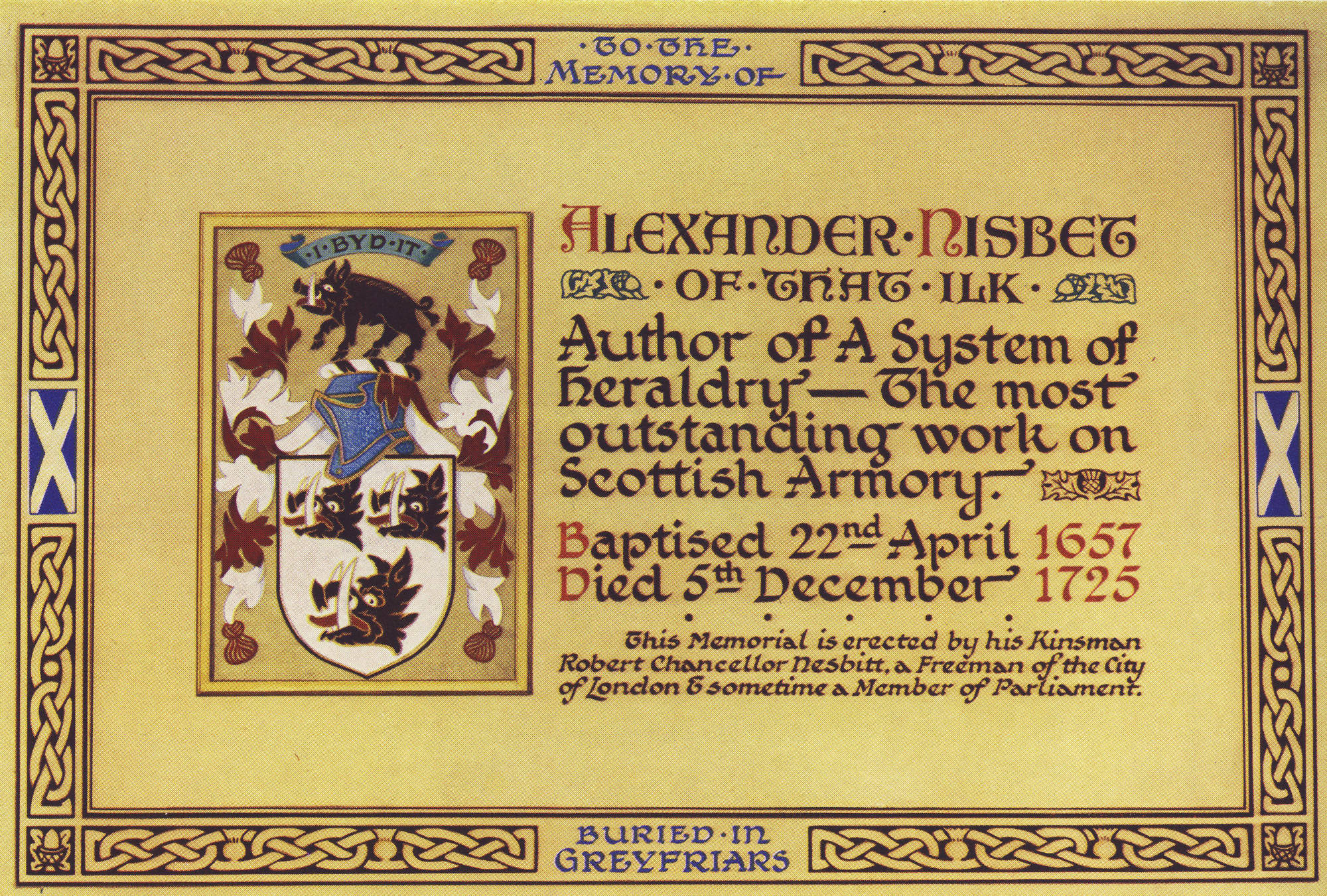
Меморіальна дошка Олександру Нісбету в церкві Грейфріарс-кірк в Единбурзі.

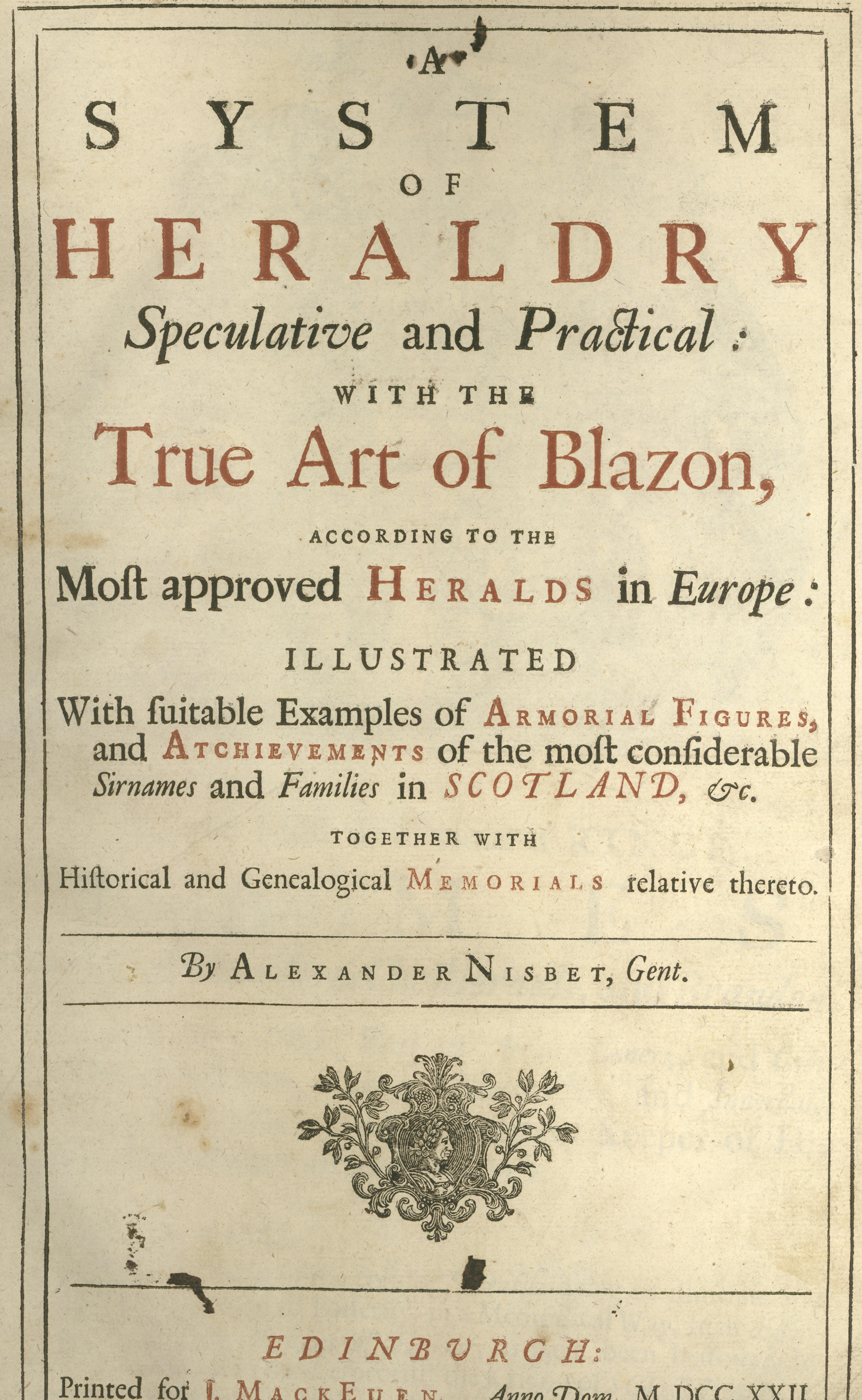
Обкладинка книги Олександра Нісбета «Система геральдики».

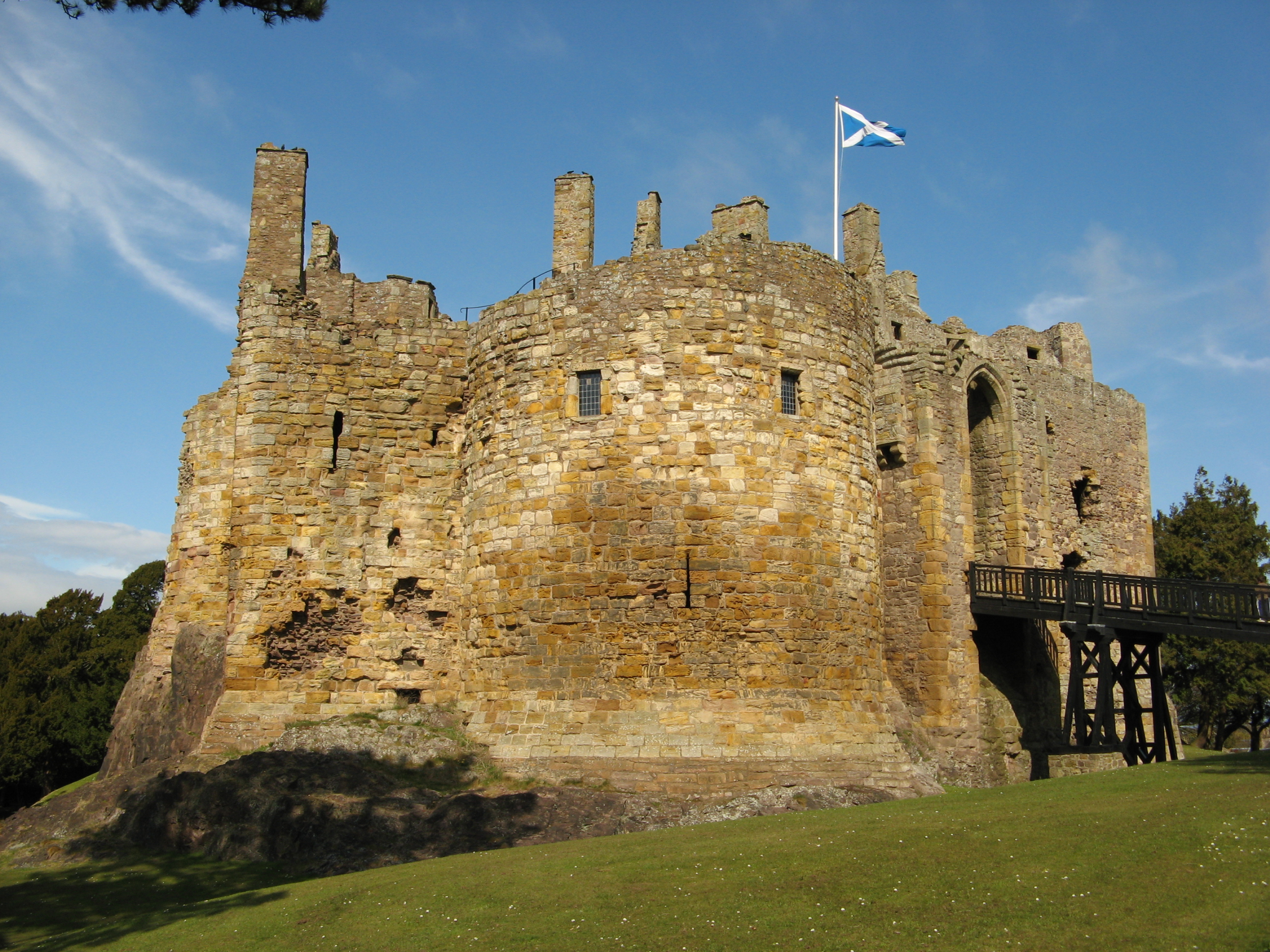
Замок Дірлетон.

Клан Несбітт (шотл. — Clan Nesbitt, Clan Nisbet) — клан Нісбет, Найсбет — один з кланів рівнинної частини Шотландії — Лоулендсу. Володів землями в Шотландському Прикордонні.
Гасло клану: I byd it — Я витримаю
Слоган клану: A Nisbet — Нісбет
Землі клану: Бервікшир
Символ клану: Дуб
Вождь клану: Марк Нісбет (шотл. — Mark Nesbitt)
Резиденція вождя клану: Замок Нісбет-хаус (шотл. — Nisbet House)

## Гілки клану
- Несбітт Несбітт (шотл. — Nesbitt Nesbitt) — гілка вождів клану
- Нісбет Пакстон (шотл. — Nisbet Paxton)
- Нісбет Дін (шотл. — Nisbet Dean)
- Нісбет Дірлетон (шотл. — Nisbet Dirleton)
- Нісбет Кайрхілл (шотл. — Nisbet of Cairnhill)

## Історія клану Несбітт

### Походження клану Несбітт
Назва клану Несбітт територіальна — походить від назви земель біля Едрома в Бервікширі — земель на південному сході Шотландії на кордоні з Англією. Сама назва землі означає Пагорб Ніс. На цій землі є пагорб, що обрисами нагадує ніс. Серед людей клану Несбітт одним з найвідоміших був Олександр Нісбет (1657—1725) — один з найавторитетніших знавців геральдики Шотландії. Олександр Нісбет досліджував родовід вождів клану Несбітт, і його праця по історії клану Несбітт вважається найбільш авторитетною з цього питання. Олександр Нісбет писав, що клан існував ще в часи короля Едгара ,сина Малкольма Калмора. І що були якісь дари монахам Дунфермліна від тодішнього вождя клану Несбітт з проханням молитися за душу його батька і за здоров'я його самого.
У 1139 році король Шотландії Девід І дарував грамоту на володіння землями вождю клану Несбітт Елдану Несбітту.
Історик Джордж Фрейзер Блек згадує про історичні документи, де згадується Вільям де Несбіт як свідок щодо власності на землю Патріка Данбара — графа Данбар. Документи стосувалися земельних володінь пріорату Колдінгам і датуються 1160 роком. З 1219 по 1240 рік Томас Нісбет був настоятелем пріорату Колдінгам.

### XIV століття— війна за незалежність Шотландії
У 1296 році король Англії Едвард І Довгоногий користуючись відсутністю в Шотландії короля захопив Шотландію і змусив вождів шотландських кланів присягнути йому на вірність і підписати відповідний документ — «Рагман Роллс». Серед вождів шотландських кланів у цьому документі згадується і Джеймс, Джон та Адам Нісбети. Пізніше, під час повстання за незалежність Шотландії Адам Нісбет отримав від Роберта Брюса грамоту на володіння землями Кнаклес і зобов'язався спорядити одного лицаря для армії короля. Адам Нісбет (він же, а можливо, його син) відзначився на службі королю Шотландії Девіду II по захисту кордонів Шотландії.

### XV—XVI століття
Спадкоємцем Адама Нісбета був Філіп Нісбет, що отримав грамоти на володіння землями від графів Данбар. Філіпу успадкував його син Адам Нісбет. Правнуком Адама був інший Філіп Нісбет, що одружився з дочкою Холдена Гленіглсі. Їхнім спадкоємцем був Олександр Нісбет.

### XVII століття
Під час громадянської війни на Британських островах Олександр Несбіт підтримав роялістів, воював у лавах армії короля Карла І. Олександр Несбіт отримав від короля посаду шерифа Бервікширу, але політика короля призвела до того, що почалась конфронтація між англійськими і шотландськими підданими короля, тому Олександр Несбіт не зміг виконувати свої посадові обов'язки і приєднався разом зі своїми синами до армії короля в Оксфорді. Його старший син Філіп був за кордоном, коли почалася громадянська війна. Він повернувся на Британські острови, був висвячений в лицарі і отримав звання командира полку. Філіп Несбіт був віце-губернатором Ньюарк-он-Трент під час блокади, що була здійснена генералом Девідом Леслі — лордом Ньюарк. Потім Філіп Несбіт покинув Ньюарк і став офіцером в армії рояліста Джеймса Грема — І маркіза Монтроз. Монтроз був вражений силою кавалерії ковенанторів у битві під Філіфау, в якій Філіп Несбіт потрапив у полон. Потім його засудили за «державну зраду» і стратили в Глазго 28 жовтня 1646 року. Двоє братів Філіпа — Олександр та Роберт Несбіт були вбиті під час громадянської війни в Шотландії. Наймолодший брат — Адам вижив, він був батьком історика та геральдиста Олександра Несбіта. Під час останнього повстання ковенанторів клан Несбітт підтримав уряд Великої Британії. Після подавлення і остаточного знищення руху ковенанторів частина людей клану Несбіт переселилася в Йорк, де власне і відбулась трансформація прізвище з Нісбет в Несбітт.

### XVIII—XIX століття
Олександр Нісбет отримав юридичну освіту, працював адвокатом, але незабаром зайнявся історією та геральдикою. У 1702 році він опублікував свою першу наукову працю та есей на тему історії шотландських кланів. Він здійснив величезну роботу по дослідженню системи шотландської геральдики, яку опублікував у 1722 році. Ця праця перевидавалася в 1742, 1804 і 1816. Олександр Нісбет помер в 1725 році.

## Замки клану Несбітт
- Замое Нісбет-хаус (шотл. — Nisbet House). У володіннях клану Несбітт у свій час було кілька замків. Серед них Нісбет-хаус, що був побудований Олександром Нісбетом у 1630 році. Під час громадянської війни він підтримав роялістів і короля Карла І. Після поразки короля він змушений був продати замок. Будівля збереглась до нашого часу.
- Замок Дірлетон (шотл. — Dirleton Castle) — замок придбав у 1662 році юрист Джон Нісбет. Замок був суттєво перебудований кланом Нісбет. У 1920 році цей замок був переданий державі і народу і став частиною національного історичного спадку Шотландії.